# 蕨叶藁本
蕨叶藁本（学名：Ligusticum pteridophyllum）为伞形科藁本属的植物，是中国的特有植物。分布于中国大陆的云南、四川等地，生长于海拔2,400米至3,300米的地区，常生长在草坡、林下和水沟边，目前已由人工引种栽培。